# Hikmat Hasanov
Hikmat Huseyn oglu Hasanov (en azerí: Hikmət Hüseyn oğlu Həsənov; Füzuli, 9 de noviembre de 1975) es mayor general de las Fuerzas Armadas de Azerbaiyán, Comandante del 1er Cuerpo de Ejército.

## Biografía
Hikmat Hasanov nació el 9 de noviembre de 1975 en raión de Füzuli. En 1992 ingresó en la Escuela Superior de Comando de Armas Combinadas de Bakú.
En 1993 Hikmat Hasanov se desempeñó como comandante de pelotón en la unidad militar de la ciudad de Terter. En 1994 tomó el curso en la Escuela Militar de Tuzla en Turquía. En 2002-2003 continuó su educació  en la Academia Militar de las Fuerzas Terrestres de Nankín del Ejército Popular de Liberación en China. Se graduó de la academia con honores. En 2005-2008 fue comandante de brigada en una unidad militar en Ganyá. En 2013 fue a Alemania para continuar su educación, participó en el curso de planificación operacional de la OTAN y ejerció como oficial de estado mayor en la sede operativa de la OTAN. El 26 de junio de 2014, en el 96.º aniversario del establecimiento de las Fuerzas Armadas de Azerbaiyán, se le concedió el rango de General de División por orden de Ilham Aliyev.
La mañana del 27 de septiembre de 2020 los enfrentamientos comenzaron a lo largo de la Línea de contacto del Alto Karabaj. Hikmat Hasanov también participa en esta guerra y es comandante del 1er Cuerpo de Ejército. En la noche del 4 de octubre, el Comandante en Jefe Supremo de las Fuerzas Armadas de Azerbaiyán, el presidente de Azerbaiyán Ilham Aliyev, y más tarde el Ministerio de Defensa de Azerbaiyán, anunció que el ejército azerbaiyano tomó el control de la aldea de Madagiz. Ilham Aliyev felicitó al comandante del 1er Cuerpo de Ejército, Hikmat Hasanov, por la liberación de Madagiz.
Habla además de azerí también ruso, inglés, turco, persa e armenio.

## Premios y títulos
- Medalla al Heroísmo (2006)
- Orden "Por la Patria" (2012)
- Medalla al Mérito Militar (Azerbaiyán) (2015)
- Medalla de distinción en el Servicio Militar (Azerbaiyán)
- Medalla "Centenario del ejército azerbaiyano"
- Orden "Por el servicio a la patria" (2018)
- Orden Karabaj (2020)[3]
- Medalla Por la liberación de Fuzuli (2020)[4]
- Medalla Por la liberación de Khojavend (2020)[5]
- Medalla Por la liberación de Sugovushan (2020)[6]